# Armand-Gaston Camus
Pour les articles homonymes, voir Camus.
Armand-Gaston Camus, né le 2 avril 1740 à Paris et mort le 2 novembre 1804 dans l'ancien 10e arrondissement de Paris, est un avocat, jurisconsulte et homme politique français, qui joua un rôle important dans le déclenchement de la Révolution.
Proche du mouvement janséniste, avocat du clergé de France au Parlement de Paris, il aurait pris part, autour de 1771, à la lutte contre la réforme parlementaire imposée par le chancelier Maupeou. En 1789, il devient député du Tiers état pour Paris avec Bailly et Guillotin, intègre très tôt le Club breton puis prend l'initiative de rédiger et de faire voter la Constitution civile du clergé, avec l'aide de Lanjuinais.

## Biographie

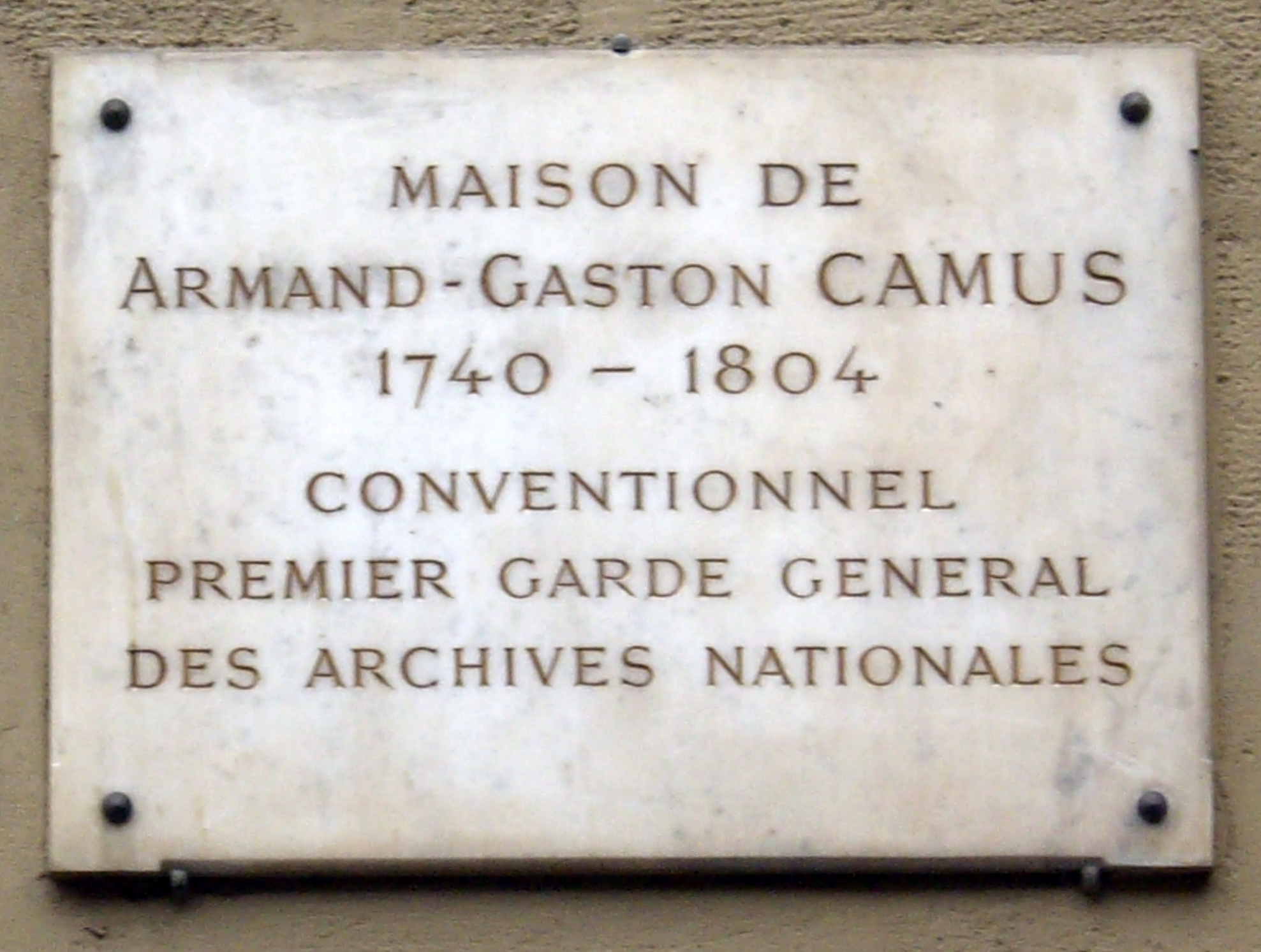
Plaque 17 rue Guénégaud (Paris), où il vécut.

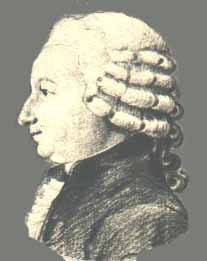
Armand-Gaston Camus.

Il est le fils de Pierre Camus, procureur au parlement de Paris.
Membre du Société des amis de la constitution, Armand-Gaston Camus est rédacteur avec Bailly et Guillotin du Cahier de doléances de Paris où il demande la démolition de La Bastille, puis élu député du tiers état aux États généraux par la ville de Paris, le 13 mai 1789, l'un des premiers à prêter le serment du Jeu de paume. Élu président de l'assemblée constituante le 28 octobre 1789, il conserve cette fonction jusqu'au 11 novembre de la même année.
Nommé, dès le 14 août 1789, archiviste à la Commission des archives de l'Assemblée constituante, il est à l'origine de la création des Archives nationales. Il conserve ces fonctions d'archiviste national et de bibliothécaire du corps législatif jusqu'à sa mort.
C'est lui qui collationne, fait imprimer et communique à ses collègues de la Convention nationale une liste de pensions secrètes payées par le Trésor royal appelée le Livre rouge.
Armand-Gaston Camus se fait haïr par certains de ses anciens clients, en rédigeant et en faisant voter la Constitution civile du clergé. Il fait également supprimer les annates versées à la papauté, et pousse à l'annexion du comtat Venaissin. Le 30 juillet 1791, il obtient la suppression des titres de noblesse.
Élu à la Convention par le département de la Haute-Loire le 5 septembre 1792, il est en mission lors du jugement de Louis XVI, mais il écrit, le 13 janvier 1793, qu'il vote « la mort sans appel et sans sursis ». Dès son retour, il est nommé membre du comité de salut public.
Il est envoyé en Belgique comme commissaire de la Convention près l'armée du Nord, commandée par le général Dumouriez, qui le fait arrêter ainsi que ses collègues, et les livre aux Autrichiens, le 3 avril 1793. Transférés à Mons, où est le quartier général du prince de Cobourg, ils sont avertis par le baron de Mack qu'ils sont retenus en otages pour sauver la reine Marie-Antoinette et son fils, et que leurs têtes en répondent ; détenus par la suite à Maastricht, Coblence et Olmütz, ils sont échangés à Bâle le 4 nivôse an IV (vendredi 25 décembre 1795) contre la fille de Louis XVI, Madame Royale, et rentrent en France après trente-trois mois de captivité.
Élu au Conseil des Cinq-Cents dont il devient président, il refuse le ministère des Finances et de la Police qu'on lui propose.

## Œuvres
Armand-Gaston Camus a publié : 
- Lettres sur la Profession d'avocat, 1772, qu'il compléta en 1777 par sa Bibliothèque de droit, et qui ont été reproduites par M. André Dupin sous le titre de Manuel de l'avocat en 1832, et beaucoup d'écrits sur les matières ecclésiastiques et juridiques comme son Code matrimonial de 1770.

Camus cultivant aussi avec succès la littérature grecque, on lui doit :
- des traductions de l'Histoire des animaux  d'Aristote, Paris, 1783, première traduction publiée en français,
- du Manuel d'Épictète,
- du Tableau de Cébès, 1796, travail réalisé en prison en Autriche.

S’intéressant aux techniques de l’imprimerie, il publie aussi en 1801 :
- Histoire et procédés du polytipage et de la stéréotypie, Paris, Brumaire an X

et sur les voyages dans le monde :
- Mémoire sur la collection des grands et petits voyages, et sur la collection des voyages de Melchisedech Thevenot, Paris, 1802 (sur Archive).

## Pour approfondir